# École supérieure d'informatique Salama
 (signalé en juillet 2025).
Si vous disposez d'ouvrages ou d'articles de référence ou si vous connaissez des sites web de qualité traitant du thème abordé ici, merci de compléter l'article en donnant les références utiles à sa vérifiabilité et en les liant à la section « Notes et références ».
- Archive Wikiwix
- Bing
- Cairn
- DuckDuckGo
- E. Universalis
- Gallica
- Google
- G. Books
- G. News
- G. Scholar
- Persée
- Qwant
- (zh) Baidu
- (ru) Yandex
- (wd) trouver des œuvres sur Wikidata

L'École supérieure d'informatique Salama (ESIS) est une université salésienne de la république démocratique du Congo, située dans la province du Haut-Katanga, ville de Lubumbashi. Elle est une institution de la province du Haut-Katanga, formant des ingénieurs informaticiens.